# Jaroslav Lobkowicz
Jaroslav Lobkowicz (* 16. August 1942 in Pilsen) ist ein tschechischer Politiker (KDU-ČSL, TOP 09), Unternehmer und Oberhaupt des Hauses Lobkowicz. Er war von 1998 bis 2006 und 2010 bis 2017 Mitglied des tschechischen Abgeordnetenhauses.

## Familie
Jaroslav Lobkowicz entstammte dem ältesten böhmischen Hochadelsgeschlecht der Lobkowicz. Seine Eltern waren Fürst Jaroslaw von Lobkowicz (1910–1985) und Gabrielle geborene Gräfin von Korff gen. Schmising-Kerssenbrock (1917–2008). Zu seinen vier Geschwistern gehören die beiden Prämonstratenser František Lobkowicz (1948–2022), Bischof von Ostrava-Opava sowie Filip Zdeněk Lobkowicz (* 1954), Abt von Stift Tepl. 
Lobkowicz ist verheiratet mit der aus Frankreich stammenden Elisabeth de Vienne und hat drei Kinder.
Sein vollständiger traditioneller Name ist Jaroslav Franz von Assisi Klemens Alois Gabriel Eleonnora Josef Anton Johann Bosco Joachim Felix Maria Fürst von Lobkowitz, Herzog von Raudnitz.

## Leben
Er wuchs in der sozialistischen Tschechoslowakei auf und maturierte 1958 in Pilsen. Ein Studium blieb ihm verwehrt, sodass er eine Ausbildung zum Fernsehmonteur absolvierte und einen zweijährigen Wehrdienst ableisten musste.
Während des Prager Frühlings 1968 wanderte Lobkowicz nach München aus, wo er Elektrotechnik an der Technischen Universität studierte. 1972 beendete er sein Studium als Diplom-Ingenieur und fand eine Anstellung bei Siemens.
Nach der Samtenen Revolution wurde ihm der teilweise verfallene Familienbesitz restituiert. Anfangs pendelte er zur Bewirtschaftung nur ein, ehe er 1993 mit seiner Familie nach Tschechien übersiedelte. Er ist Verwalter des umfangreichen Familienbesitzes in Pilsen-Křimice. Er ist Landwirt (Getreideanbau) und in der Lebensmittelindustrie unternehmerisch tätig.
Von 1990 an war er Mitglied der christdemokratischen Partei KDU-ČSL. Bei den Kommunalwahlen 1994 wurde Lobkowicz in das Parlament und den Stadtrat von Pilsen gewählt, wo er Präsident der Kommission für Städtepartnerschaften wurde. 1998 wurde er wiederum in das Stadtparlament gewählt. Für die christdemokratische Partei war er von 1998 bis 2002 Mitglied des Tschechischen Abgeordnetenhauses und der Regionalversammlung des Plzeňský kraj.
1996 und 2006 kandidierte er ohne Erfolg als Senator des Wahlkreises Domažlice, wobei er 14 % (1996) bzw. 11 % (2006) der Stimmen erhielt. Zur Vorbereitung des EU-Beitritts entsandte das tschechische Parlament Lobkowicz im April 2003 als Beobachter zum Europäischen Parlament, wo er sich der christdemokratischen EVP-ED-Fraktion anschloss. Am 1. Mai 2004 wurde er Vollmitglied des EU-Parlaments, schied aber nach der ersten EU-Wahl in Tschechien im Juli desselben Jahres wieder aus.
2009 wurde er Mitglied der neugegründeten Partei TOP 09 unter Führung von Karel Schwarzenberg. Für diese zog er bei den Parlamentswahlen 2010 in das Abgeordnetenhaus ein, dem er nach seiner Wiederwahl 2013 bis 2017 angehörte.
Lobkowicz ist Präsident der Alliance française in der Tschechischen Republik.

## Familie Lobkowicz

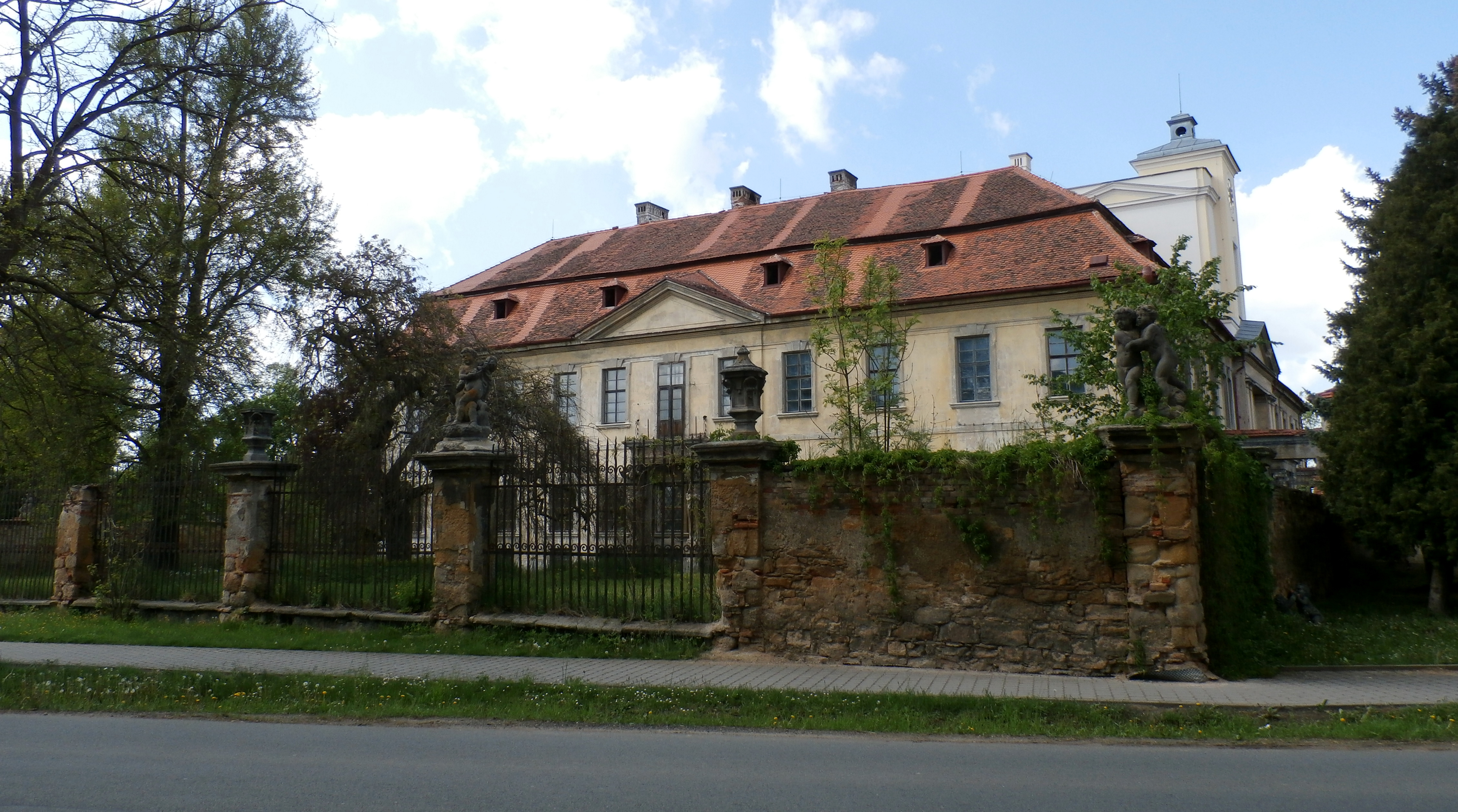
Schloss Křimice in Pilsen

Als Familienoberhaupt trägt er adelsrechtlich den Titel des Fürsten von Lobkowitz, Herzogs von Raudnitz.
In Belgien ist die Familie Lobkowicz mit der Anrede „Altesse Sérénissime“ (Durchlaucht) durch königlich belgisches Dekret vom 31. August 1957 und Diplom vom 12. Februar 1958 als fürstliche und herzogliche Adelsfamilie anerkannt.
Die Familie Lobkowicz war bis 1807 Inhaber der Gefürsteten Grafschaft Störnstein, deren Gebiet in der heutigen Oberpfalz liegt. Jaroslav Lobkowicz hält auch heute Kontakt zu Neustadt an der Waldnaab und Störnstein.